# John Clare
John Clare (aldeia de Halpston, Northamptonshire, 13 de julho de 1793 –  Northampton General Lunatic Asylum de Northampton, 20 de maio de 1864) foi um poeta inglês, filho de um agricultor, que se tornou conhecido por suas celebrações da paisagem rural inglesa e a tristeza por sua destruição. Sua poesia foi fortemente reavaliada no final do século XX: ele agora costuma ser visto com um dos poetas mais importantes do século XiX. Seu biógrafo Jonathan Bate afirma que Clare foi "o maior poeta da classe trabalhadora que a Inglaterra já produziu. Ninguém jamais escreveu mais poderosamente sobre a natureza, uma infância rural e um eu alienado e instável". Segundo Alexei Bueno, no Prefácio à antologia de poemas de Clare por ele traduzidos, "A triste verdade é que o imenso poeta que foi John Clare não alcançou o devido reconhecimento em vida, ainda que hajam chegado a chamá-lo de 'Burns inglês', reconhecimento este só alcançado no século seguinte, e encarecido no atual por uma natural reivindicação, por parte de movimentos ecológicos e preservacionistas, do seu incondicional amor pela natureza".

## Trabalhos
- Autumn[5]
- First Love
- Nightwind[6]
- Snow Storm
- The Firetail
- The Badger – Date unknown
- The Lament of Swordy Well

### Coleções de poesia
Em ordem cronológicaː
- Poems Descriptive of Rural Life and Scenery. London, 1820
- The Village Minstrel, and Other Poems. London, 1821
- The Shepherd's Calendar with Village Stories and Other Poems. London, 1827
- The Rural Muse. London, 1835
- Sonnet. London 1841
- Poems by John Clare. Arthur Symons (Ed.) London, 1908
- The Poems of John Clare - In two volumes. London, 1935[7]
- Selected Poems London, 1997[8]

## Trabalhos sobre Clare
Em ordem cronológica:

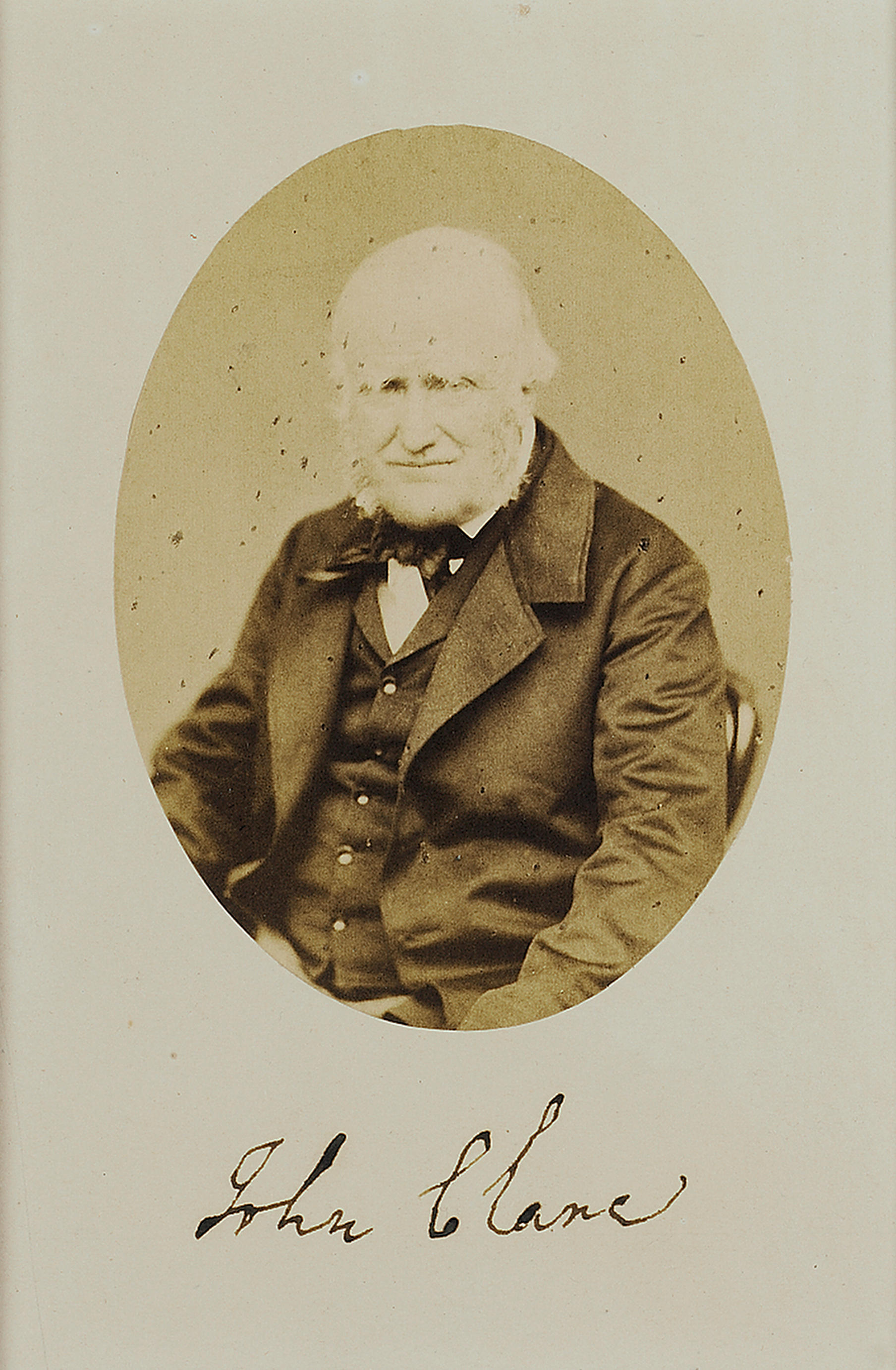
A única fotografia conhecida de Clare, 1862

- Frederick Martin, The Life of John Clare, 1865
- J. L. Cherry, Life and Remains of John Clare, 1873
- Heath, Richard (1893). «John Clare». The English Peasant. London: T. Fisher Unwin. pp. 292–319
- Norman Gale, Clare's Poems, 1901
- June Wilson, Green Shadows: The Life of John Clare, 1951
- Edward Bond, The Fool, 1975
- Greg Crossan, A Relish for Eternity: The Process of Divinization in the Poetry of John Clare, 1976, ISBN 978-0773406162
- H. O. Dendurent, John Clare: A Reference Guide, Boston: G. K. Hall, 1978
- Edward Storey, A Right to Song: The Life of John Clare, London: Methuen, 1982
- Timothy Brownlow, John Clare and Picturesque Landscape, 1983
- John MacKenna, Clare: a novel, Belfast: The Blackstaff Press, 1993, ISBN 0-85640-467-5 (fictional biography)
- Hugh Haughton, Adam Phillips and Geoffrey Summerfield, John Clare in Context, Cambridge University Press, 1994, ISBN 0-521-44547-7
- Simon Kövesi, John Clare: Nature, Criticism and History, London: Palgrave, 2017, ISBN 978-0-230-27787-8
- Alan Moore, Voice of the Fire (Chapter 10 only), UK: Victor Gollancz
- John Goodridge and Simon Kovesi (eds), John Clare: New Approaches, John Clare Society, 2000
- Jonathan Bate, John Clare, London: Picador, 2003
- Alan B. Vardy, John Clare, Politics and Poetry, London: Palgrave MacMillan, 2003
- Iain Sinclair, Edge of The Orison: In the Traces of John Clare's "Journey Out of Essex", Hamish Hamilton, 2005
- John MacKay, Inscription and Modernity: From Wordsworth to Mandelstam, Bloomington: Indiana University Press, 2006, ISBN 0-253-34749-1.
- David Powell, First Publications of John Clare's Poems, John Clare Society of North America, 2009[9]
- Carry Akroyd, "Natures Powers & Spells": Landscape Change, John Clare and Me, Langford Press, 2009, ISBN 978-1-904078-35-7
- Judith Allnatt, The Poet's Wife, Doubleday, 2010 (fiction), ISBN 0-385-61332-6
- Adam Foulds, The Quickening Maze, Jonathan Cape, 2009
- D. C. Moore, Town (Play)[10]
- Sarah Houghton-Walker, John Clare's Religion, Routledge, 2016, ISBN 978-0-754665-14-4[11]
- Adam White, John Clare's Romanticism, London: Palgrave Macmillan, 2017